# Chrysopilus guangxiensis
Chrysopilus guangxiensis är en tvåvingeart som beskrevs av Yang 1992. Chrysopilus guangxiensis ingår i släktet Chrysopilus och familjen snäppflugor. Inga underarter finns listade i Catalogue of Life.